# تروپیفکسور
تروپیفکسور (انگلیسی: Tropifexor) یک داروی پژوهشی است که به عنوان آگونیست گیرنده X فارنسوئید (FXR) عمل می‌کند. این دارو برای درمان بیماری‌های کبدی کلستاتیک و استئاتوهپاتیت غیر الکلی (NASH) و فیبروز کبدی ساخته شد..